# Antennarius
Antennarius is een geslacht van straalvinnige vissen uit de familie van voelsprietvissen (Antennariidae).
Het geslacht is voor het eerst wetenschappelijk beschreven in 1798 door Bernard Germain de Lacépède.

## Soorten
- Antennarius biocellatus (Cuvier, 1817)
- Antennarius commerson (Lacepède, 1798)
- Antennarius hispidus (Bloch & Schneider, 1801)
- Antennarius indicus Schultz, 1964
- Antennarius maculatus (Desjardins, 1840) (Wrattige voelsprietvis)
- Antennarius multiocellatus (Valenciennes, 1837)
- Antennarius pardalis (Valenciennes, 1837)
- Antennarius pauciradiatus Schultz, 1957
- Antennarius pictus (Shaw, 1794)
- Antennarius randalli Allen, 1970
- Antennarius striatus (Shaw, 1794)